# Dušan Džamonja
Dušan Džamonja, hrvaški modernistični kipar, * 31. januar 1928, Strumica, Makedonija, † 14. januar 2009, Zagreb (Hrvaška).
Džamonja je končal Akademijo likovne umetnosti v Zagrebu. Študiral je pri profesorjih Raduši, Kršiniću in Avgustinčiću. Kot umetnik je razvil lastne metode izkoriščanja raznih materialiv: lesa, stekla, železa in jih povezal v različne in nenavadne kombinacije. Džamonja je bil član Hrvaške akademije znanosti in umetnosti.
Džamonja je imel več samostojnih razstav v:
- Zagrebu (1953)
- Vrsarju (1970)
- Bruslju (1987)